# الدوري الكويتي 1995–96
أقيمت بطولة الدوري الكويتي الرابعة والثلاثون في موسم 1995/1996، وقد توج نادي كاظمة بطلا لتلك البطولة، وهي المرة الرابعة التي يفوز فيها باللقب.

## ترتيب الفرق
| الفريق                               | لعب | فاز | تعادل | خسر | له | عليه | النقاط |
| ------------------------------------ | --- | --- | ----- | --- | -- | ---- | ------ |
| نادي كاظمة (ثلاثة نقاط زيادة)        | 10  | 6   | 3     | 1   | 15 | 5    | 24     |
| نادي السالمية                        | 10  | 6   | 4     | 0   | 19 | 8    | 22     |
| نادي القادسية الكويتي (نقطتين زيادة) | 10  | 3   | 4     | 3   | 15 | 16   | 15     |
| نادي العربي الكويتي                  | 10  | 2   | 4     | 4   | 13 | 16   | 10     |
| نادي خيطان (نقطة واحدة زيادة)        | 10  | 1   | 5     | 4   | 9  | 19   | 9      |
| نادي النصر الكويتي                   | 10  | 0   | 4     | 6   | 10 | 17   | 4      |

## هداف الدوري
- جاسم الهويدي (السالمية) وكارلوس برانكو (كاظمة) 6 أهداف.

## أرقام من البطولة
- أكثر الفرق تحقيقا للفوز هما نادي كاظمة ونادي السالمية بستة انتصارات.
- أقل الفرق تحقيقا للفوز هو نادي النصر الكويتي حيث لم يفز.
- أكثر الفرق تحقيقا للتعادل هو نادي خيطان بخمسة تعادلات.
- أقل الفرق تحقيقا للتعادل هو نادي كاظمة بثلاثة تعادلات.
- أكثر الفرق تعرضا للخسارة هو نادي النصر الكويتي بستة هزائم.
- أقل الفرق تعرضا للخسارة هو نادي السالمية حيث لم يخسر.
- أكثر الفرق تسجيلا للأهداف هو نادي السالمية ب19 هدف.
- أقل الفرق تسجيلا للأهداف هو نادي خيطان ب9 أهداف.
- أكثر الفرق استقبالا للأهداف هو نادي خيطان ب19 هدف.
- أقل الفرق استقبالا للأهداف هو نادي كاظمة ب5 أهداف.